# Son Marrano
Son Marrano és una possessió del terme de Llucmajor, Mallorca, situada a la zona del llevant del municipi.
Son Marrano està situada entre les possessions de Son Marranet, Son Ballester, Son Pons Cardaix i el Camp d'en Canals. Es troba documentada des del 1521 i era coneguda com a Son Pardo. El 1578, una part era propietat de Perot Mut i l'altra part era de Jaume Sala. El 1891 tenia 2 963 ametlers. Té un oratori públic dedicat a Sant Gaietà.